# 여수 흥국사 목조석가여래삼존상
여수 흥국사 목조석가여래삼존상(麗水 興國寺 木造釋迦如來三尊像)은 대한민국 전라남도 여수시 중흥동, 흥국사에 있는 조선시대의 불상이다. 2008년 3월 12일 대한민국의 보물 제1550호로 지정되었다.

## 개요
이 삼존상은 흥국사 대웅전의 주존불로 모셔져 있는데, 협시 보살상의 보관 뒷면에는 각각 자씨보살대명숭정(慈氏菩薩大明崇禎), 제화보살대명숭정(提花菩薩大明崇禎)이라는 명문이 타출기법으로 새겨져 있다. 따라서 이 삼존상이 수기삼존상(授記三尊像)으로 17세기 전반의 숭정 연간(1628~1644)에 조성된 것으로 알 수 있다.
이 삼존상은 조각수법이 매우 뛰어나서 양감이 잘 표현되었으며, 손과 발의 표정이 잘 살아있고, 옷 주름이나 장신구의 표현도 유려하다. 불상은 17세기 조각의 단순함을 잘 반영하고 있고, 두 보살상은 자연스러운 자세와 장대한 신체비례를 보여준다. 17세기 전반의 상으로 이와 같은 크기의 보살상을 동반한 삼존불이 드물고, 도상과 양식면에서도 조선후기 불교조각을 대표하는 상으로 평가된다.

## 같이 보기
- 흥국사

## 참고 자료
- 여수 흥국사 목조석가여래삼존상 - 국가유산청 국가유산포털